# おしえて先生!
『おしえて先生!』（おしえてせんせい）は牛乳リンダの4コマ漫画作品。2004年12月号からまんがタイムジャンボ（2006年10月号まで）、まんがタイムラブリー（2007年9月号まで）に連載されていた。
高校を主な舞台とし、生徒や教師の恋愛模様を描くギャグ漫画である。

## 登場人物

### 主要人物
野村のばら（のむら のばら）
この漫画の主人公。16歳。担任の伊吹雅彦とお菓子が大好き。
成績は悪く、遅刻の常習犯。本人曰く「遅刻したりするのは先生の気をひくため」（らしい）。
潤んだ瞳に長い睫毛、フワフワの髪に小さい唇、バラ色の頬と同性からみてもかなりの美少女のようである。
天然で素直な性格。結構鈍いところがある。幼児体形に近く、高校生に見られないことが多い。お酒を飲むと礼儀正しくなる。運動音痴。
なお、連載初期においての彼女の名前は「野中のばら（のなか のばら）」だったが、まんがタイムラブリーで同時進行連載の際に同雑誌で同姓同名の漫画家が存在するためほどなく名前が変更された（単行本では修正されており、当時の掲載誌でしか確認できない）。
伊吹雅彦（いぶき まさひこ）
のばらのクラスの担任。国語教師。26歳。独身。愛称は「イブッチ」。
恋愛に関してかなり鈍く、のばらの積極的なアプローチにも気づかない。性格は天然で温厚。体力があり、運動神経が良いようである。
蛙が苦手。かなり歳の離れた妹がいる。
白川菊（しらかわ きく）
のばらの同級生。16歳。担任の伊吹雅彦に片思い中。
真面目でのばらと性格が正反対の優等生。妄想癖がある。少し乗せられやすい性格。
のばらを少しライバル視している（のばらは菊が伊吹のことが好きだということに気づいていない）。キレると怖い。
萩野あいり（はぎの あいり）
のばらの同級生で幼馴染。16歳。のばらのよき理解者。
瞳と睫毛が印象的。美人。
あいりは菊が伊吹のことが好きだということに気づいている。本作品で数少ないツッコミ。
猫田（ねこた）
のばらの同級生。16歳。のばらに恋心を抱いているが、ついつい意地悪してしまう。
のばら同様かなりの天然（というかバカ）のようである。
犬山（いぬやま）
のばらの同級生。16歳。ツッコミ。
猫田の友達で、のばらにおけるあいりのような存在（コミックス登場人物紹介から）。

### その他
伊吹かえで（いぶき かえで）
伊吹雅彦の妹。
兄・雅彦のことが、「家族」としてではなく「男性」として好き。雅彦の前では猫を被っているが、実際は腹黒い。
ユリエ
のばらの同級生。16歳。
巨乳だが、本人はそれがコンプレックスのようである。
森永幸（もりなが ゆき）
のばらの同級生。16歳。のばらからは「ユキちゃん」と呼ばれている。
背が高く、脚も細くて綺麗で可愛い女の子のような男の子。隣のクラスの加藤くんに憧れている。

## 書誌情報
芳文社まんがタイムコミックスより第1巻のみ発行、続刊なし。
- 2005年12月発行 ISBN 4-8322-6434-6

2010年に同人誌の形で「総集編」を自費出版予定である